# Taeter Aachen

Historisches Logo Transdev Rheinland bis 2015

Taeter Aachen war der Name eines Verkehrsunternehmens im Öffentlichen Personennahverkehr, das heute als Transdev Rheinland firmiert.
Das Unternehmen wurde 1934 in Aachen gegründet und entwickelte sich mitsamt Tochtergesellschaften in Düsseldorf, Krefeld, Mönchengladbach und Dresden zu einem der größten privaten Busbetriebe in Deutschland. Am 30. August 2006 wurde das Unternehmen in Veolia Verkehr Rheinland GmbH (heute Transdev Rheinland) umfirmiert und im November 2006 mit der Rheinisch-Bergischen Eisenbahn-Gesellschaft aus Mettmann verschmolzen. Heute ist Taeter Aachen eine eingetragene Marke von Transdev Regio.

## Überblick
Das Unternehmen beschäftigt laut eigenen Angaben derzeit 129 Mitarbeiter und erwirtschaftet einen Jahresumsatz von rund 8 Millionen Euro. Mit 66 Bussen betrieb das Gründungsmitglied des Aachener Verkehrsverbundes (AVV) bis zum 9. Dezember 2017 Linien mit eigenen Konzessionen. Seitdem fährt das Unternehmen im Linienverkehr als Subunternehmer. Es betreibt darüber hinaus Schulbusverkehre an mehreren großen Schulen im Raum Aachen, in Krefeld und im niederrheinischen Alpen. Außerdem führt es Reisebus-, Berufs-, Gelegenheits- und EU-Verkehre sowie Auftragsfahrten für andere Busbetriebe und Schienenersatzverkehre durch. Seit 2016 ist Taeter als Partner der Messe Düsseldorf für deren Parkplatzshuttle zuständig.

### Kulturbus Aachen
Eine Besonderheit von Taeter Aachen ist der Kulturbus Aachen, ein Ausflugsangebot für Schulen und Kindergärten zu verschiedenen Kultureinrichtungen in Aachen. Der Bus muss vorbestellt werden und hat Festpreise für die Beförderung und für eine eventuelle Stornierung.

### Von Taeter betriebene Linien
Von 1952 bis 2017 betrieb Taeter den Stadtbus Alsdorf. Zudem wurden bis Ende 2017 zwei Linien des Stadtbusses Herzogenrath und die Regionalbuslinien 31 (Alsdorf Annapark – Neusen), 59 (Duffesheide – Bardenberg Krankenhaus), 68 (Aachen Bushof – Simmerath – Rurberg (– Einruhr), gemeinsam mit RVE bzw. BVR), 69 (Alsdorf Bf – Herzogenrath Bf), 89 (Alsdorf Bf – Herzogenrath Bf (– Herzogenrath Schulzentrum)) und 431 (Geilenkirchen Bf – Übach-Palenberg Bf – Baesweiler, gemeinsam mit WestVerkehr) von Taeter betrieben. Seit dem 10. Dezember 2017 verfügt Taeter über keine eigenen Linienkonzessionen mehr und fährt nur noch als Auftragsunternehmer, sowohl der ASEAG als auch anderer Unternehmen, weswegen die Mitgliedschaft im AVV mit diesem Datum endete.

## Fuhrpark

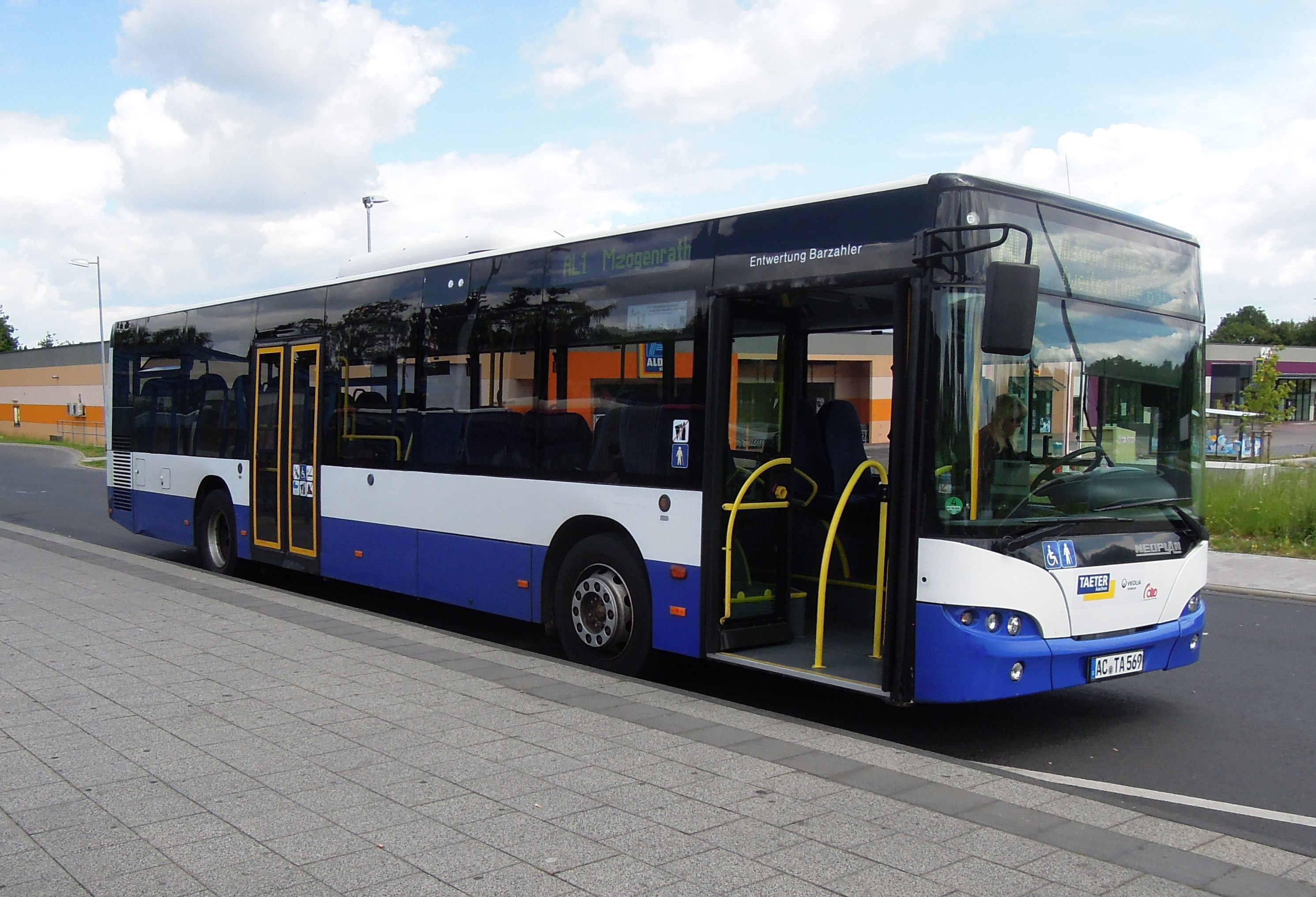
N 4516 des Unternehmens in Mariadorf

Der Fuhrpark bestand seit der Übernahme durch die damalige Connex Verkehr GmbH fast ausschließlich aus EvoBus-Fahrzeugen, wobei Mercedes-Benz-Fahrzeuge des Types O 405, O 407 und O 405 N den Löwenanteil bildeten, welche inzwischen alle ausgemustert wurden.
Aktuell bilden Gebrauchtfahrzeuge den größten Teil der Flotte, die von verschiedenen Veolia-Schwestergesellschaften, zum Beispiel aus dem RMV-Gebiet, übernommen wurden. Unter anderem sind dies Fahrzeuge der Typen Citaro, Scania OmniLink, VDL, Solaris, Volvo und Neoplan. Die im Laufe der Zeit neu beschafften Busse der Typen Citaro sowie MAN Lion’s City sind ebenfalls nach wie vor aktiv. Zudem werden noch vereinzelte Setra-Fahrzeuge vom Typ S 315 NF eingesetzt.
Bei Reisebussen befindet sich eine bunte Mischung von Fahrzeugen der neuesten Generation verschiedener Hersteller im Fuhrpark.

## Beteiligungen
Taeter gehörte zu den Gründungsgesellschaftern der 2001 gegründeten Düren Trans GmbH, die später unter dem Namen Rurtalbus firmierte und 2016 aufgelöst wurde.